# شعرة (رصد)

تعديل مصدري - تعديل

شعرة هي إحدى قرى عزلة القارة بمديرية رصد التابعة لمحافظة أبين، بلغ تعداد سكانها 417 نسمة حسب تعداد اليمن لعام 2004.